# Canton de Guichen
Le canton de Guichen est une circonscription électorale française située dans le département d'Ille-et-Vilaine et la région Bretagne.

## Histoire
- De 1833 à 1848, les cantons de Guichen et du Sel-de-Bretagne avaient le même conseiller général. Le nombre de conseillers généraux était limité à 30 par département[5].

## Représentation

### Conseillers d'arrondissement (de 1833 à 1940)
| Période      | Période      | Identité                                | Étiquette        | Qualité |
| ------------ | ------------ | --------------------------------------- | ---------------- | --- |
| 1833         | 1836         | M. Dardel                               |                  | Architecte et entrepreneur à Rennes                                                                         |
| 1836         |              | M. Marchand                             |                  | Maire de Laillé                                                                                             |
|              |              |                                         |                  | |
|              | 1901         | Léon Porteu (de la Morandière)          | Républicain      | Négociant à Rennes, maire de Bourg-des-Comptes                                                              |
| 1901         | 1910         | Jean Pigeard                            | Républicain      | Propriétaire à Lassy, Président du comice agricole                                                          |
| 1910         | 1919         | Maurice Huchet de Quénétain (1876-1959) | Conservateur URD | Propriétaire Maire de Saint-Senoux                                                                          |
| 1919         | 1922         | Bernard Salmon                          | Conservateur     | Notaire à Bourg-des-Comptes                                                                                 |
| 1922         | 1925 (décès) | Charles Dufrèche (1869-1925)            | Radical          | Propriétaire et horloger à Guignen                                                                          |
| 21 juin 1925 | 1940         | Constant Moquet                         | Républicain-RG   | Cultivateur, maire de Laillé                                                                                |
| 1940         |              |                                         |                  | Les conseils d'arrondissement ont été suspendus par la loi du 12 octobre 1940 et n'ont jamais été réactivés |

### Conseillers généraux de 1833 à 2015
| Période | Période           | Identité                                       | Étiquette    | Qualité |
| ------- | ----------------- | ---------------------------------------------- | ------------ | --- |
| 1833    | 1841 (décès)      | Charles Le Ray (1777-1841)                     |              | Ancien banquier, propriétaire à Rennes |
| 1842    | 1848              | Armand Jean-Baptiste Séverin Gazon (1781-1863) |              | Géomètre, maire de Bourg-des-Comptes (1833-1854) |
| 1848    | 1861              | Joseph Boutin (1818-1898)                      |              | Officier de santé, maire de Goven |
| 1861    | 1867 (décès)      | Armand-Octave-Marie d'Allonville               |              | Général de division Sénateur (1865-1867) |
| 1867    | 1871              | Paul Bougot                                    | Bonapartiste | Maire de Baulon (1852-1874) |
| 1871    | 1877              | Pierre Marie Martin                            | Républicain  | Ancien juge au Tribunal de commerce Maire de Rennes (1871-1879) |
| 1877    | 1885 (décès)      | Arthur Guyot                                   | Républicain  | Notaire, maire de Guichen |
| 1885    | 1894 (décès)      | Pierre Marie Martin                            | Républicain  | Ancien maire de Rennes |
| 1894    | 1901              | Jules Diéras                                   | Républicain  | Notaire, maire de Guichen |
| 1901    | 1907 (démission)  | Léon Porteu (de La Morandière)                 | Républicain  | Négociant à Rennes, maire de Bourg-des-Comptes, conseiller d'arrondissement |
| 1907    | 1919              | Georges Leroux                                 | Rad.         | Notaire - Maire de La Chapelle-Bouëxic |
| 1919    | 1925              | Maurice Huchet de Quénétain (1876-1959)        | URD          | Propriétaire Maire de Saint-Senoux, conseiller d'arrondissement |
| 1925    | 1927 (annulation) | Georges Jaigu (1885-1959)                      | Rad.         | Avocat à la Cour de Rennes |
| 1927    | 1940              | Maurice Huchet de Quénétain                    | URD          | Propriétaire Maire de Saint-Senoux Nommé membre de la Commission administrative départementale en 1941 Nommé conseiller départemental en 1943 Président du Conseil départemental (1943-1945) |
|         |                   |                                                |              | |
| 1945    | 1951              | Georges Le Cornec (1888-1958)                  | UP           | Huissier Maire de Guichen (1946-1958) |
| 1951    | 1970              | Alphonse de Pioger (1901-1989)                 | DVD          | Maire de Baulon (1935-1971) |
| 1970    | 1988              | Jacques Renault                                | UDR puis RPR | Notaire à Guichen |
| 1988    | 2008              | Marcel Hamel                                   | DVG          | Ingénieur génie civil Conseiller municipal de Guichen |
| 2008    | 2015              | Jean-Pierre Letournel                          | app. PS      | Employé de banque Maire de Guignen (2002-2014) |

#### Résultats électoraux des élections 2001 et 2008
Élections cantonales, résultats des deuxièmes tours :
- Élections cantonales de 2001 : 64,63% pour Marcel Hamel (DVG), 35,37 % pour Véronique Bedouin (UDF), 50,93 % de participation[14].
- Élections cantonales de 2008 : 60,66 % pour Jean-Pierre Letournel (DVG), 39,34 % pour Gérard Lautrète (DVD), 52,43 % de participation[15].

### Conseillers départementaux à partir de 2015
| Période élective | Période élective | Mandat | Mandat   | Identité      | Nuance | Nuance | Qualité |
| ---------------- | ---------------- | ------ | -------- | ------------- | ------ | ------ | --- |
| 2015             | 2021             | 2015   | 2021     | Roger Morazin |        | PS     | Directeur d'école à la retraite Maire de La Chapelle-Bouëxic                                                           |
| 2015             | 2021             | 2015   | 2021     | Michèle Motel |        | DVG    | Responsable de l'action sociale pour le ministère des Finances, Conseillère municipale de Guichen                      |
| 2021             | 2028             | 2021   | en cours | Roger Morazin |        | PS     | Directeur d'école à la retraite 15e vice-président du conseil départemental Maire de La Chapelle-Bouëxic (depuis 2008) |
| 2021             | 2028             | 2021   | en cours | Michèle Motel |        | DVG    | |

### Résultats détaillés

#### Élections de mars 2015
À l'issue du 1er tour des élections départementales de 2015, deux binômes sont en ballottage : Roger Morazin et Michèle Motel (Union de la Gauche, 24,94 %) et Louis Gilois et Véronique Turpin (FN, 22,25 %). Le taux de participation est de 51,56 % (12 020 votants sur 23 314 inscrits) contre 50,9 % au niveau départemental et 50,17 % au niveau national.
Au second tour, Roger Morazin et Michèle Motel (Union de la Gauche) sont élus avec 68,08 % des suffrages exprimés et un taux de participation de 52,68 % (7 515 voix pour 12 280 votants et 23 311 inscrits).

#### Élections de juin 2021
Le premier tour des élections départementales de 2021 est marqué par un très faible taux de participation (33,26 % au niveau national). Dans le canton de Guichen, ce taux de participation est de 33,55 % (8 354 votants sur 24 900 inscrits) contre 34,85 % au niveau départemental. À l'issue de ce premier tour, deux binômes sont en ballottage : Roger Morazin et Michèle Motel (PS, 35,88 %) et Thierry Edet et Laurence Piou (binôme écologiste, 24,97 %).
Le second tour des élections est marqué une nouvelle fois par une abstention massive équivalente au premier tour. Les taux de participation sont de 34,36 % au niveau national, 34,98 % dans le département et 32,73 % dans le canton de Guichen. Roger Morazin et Michèle Motel (PS) sont élus avec 59,8 % des suffrages exprimés (4 318 voix pour 8 152 votants et 24 906 inscrits),,.

## Composition

### Composition avant 2015

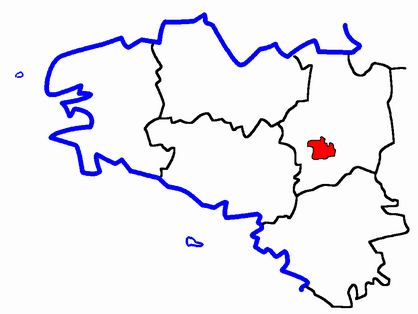
Situation du canton de Guichen dans le département d'Ille-et-Vilaine avant 2015.

Le canton de Guichen regroupait huit communes.
| Nom                 | Code Insee | Codepostal | Superficie (km2) | Population (dernière pop. légale) | Densité (hab./km2) |
| ------------------- | ---------- | ---------- | ---------------- | --------------------------------- | ------------------ |
| Guichen (chef-lieu) | 35126      | 35580      | 42,99            | 7 797 (2012)                      | 181                |
| Baulon              | 35016      | 35580      | 25,02            | 2 046 (2012)                      | 82                 |
| Bourg-des-Comptes   | 35033      | 35890      | 23,41            | 3 122 (2012)                      | 133                |
| Goven               | 35123      | 35580      | 39,73            | 4 318 (2012)                      | 109                |
| Guignen             | 35127      | 35580      | 53,05            | 3 551 (2012)                      | 67                 |
| Laillé              | 35139      | 35890      | 32,04            | 4 868 (2012)                      | 152                |
| Lassy               | 35149      | 35580      | 9,76             | 1 445 (2012)                      | 148                |
| Saint-Senoux        | 35312      | 35580      | 18,29            | 1 749 (2012)                      | 96                 |

### Composition depuis 2015
Lors du redécoupage de 2014, le canton de Guichen comprenait seize communes entières.
À la suite de la création de la commune nouvelle Val d'Anast le 1er janvier 2017, le nombre de communes de canton descend à 15.
| Nom                             | Code Insee | Intercommunalité                        | Superficie (km2) | Population (dernière pop. légale) | Densité (hab./km2) | Modifier                                    |
| ------------------------------- | ---------- | --------------------------------------- | ---------------- | --------------------------------- | ------------------ | ------------------------------------------- |
| Guichen (bureau centralisateur) | 35126      | CC Vallons de Haute-Bretagne Communauté | 42,99            | 9 203 (2022)                      | 214                | modifier les données · modifier les données |
| Baulon                          | 35016      | CC Vallons de Haute-Bretagne Communauté | 25,02            | 2 208 (2022)                      | 88                 | modifier les données · modifier les données |
| Bourg-des-Comptes               | 35033      | CC Vallons de Haute-Bretagne Communauté | 23,41            | 3 388 (2022)                      | 145                | modifier les données · modifier les données |
| Bovel                           | 35035      | CC Vallons de Haute-Bretagne Communauté | 14,60            | 600 (2022)                        | 41                 | modifier les données · modifier les données |
| Les Brulais                     | 35046      | CC Vallons de Haute-Bretagne Communauté | 11,96            | 541 (2022)                        | 45                 | modifier les données · modifier les données |
| La Chapelle-Bouëxic             | 35057      | CC Vallons de Haute-Bretagne Communauté | 20,66            | 1 527 (2022)                      | 74                 | modifier les données · modifier les données |
| Comblessac                      | 35084      | CC Vallons de Haute-Bretagne Communauté | 17,23            | 677 (2022)                        | 39                 | modifier les données · modifier les données |
| Goven                           | 35123      | CC Vallons de Haute-Bretagne Communauté | 39,73            | 4 326 (2022)                      | 109                | modifier les données · modifier les données |
| Guignen                         | 35127      | CC Vallons de Haute-Bretagne Communauté | 53,05            | 4 149 (2022)                      | 78                 | modifier les données · modifier les données |
| Lassy                           | 35149      | CC Vallons de Haute-Bretagne Communauté | 9,76             | 1 817 (2022)                      | 186                | modifier les données · modifier les données |
| Loutehel                        | 35160      | CC Vallons de Haute-Bretagne Communauté | 7,21             | 235 (2022)                        | 33                 | modifier les données · modifier les données |
| Mernel                          | 35175      | CC Vallons de Haute-Bretagne Communauté | 17,37            | 1 017 (2022)                      | 59                 | modifier les données · modifier les données |
| Saint-Séglin                    | 35311      | CC Vallons de Haute-Bretagne Communauté | 9,40             | 600 (2022)                        | 64                 | modifier les données · modifier les données |
| Saint-Senoux                    | 35312      | CC Vallons de Haute-Bretagne Communauté | 18,29            | 1 836 (2022)                      | 100                | modifier les données · modifier les données |
| Val d'Anast                     | 35168      | CC Vallons de Haute-Bretagne Communauté | 77,86            | 3 925 (2022)                      | 50                 | modifier les données · modifier les données |
| Canton de Guichen               | 3511       |                                         | 388,54           | 36 049 (2022)                     | 93                 | modifier les données                        |

## Démographie

### Démographie avant 2015
| 1962   | 1968   | 1975   | 1982   | 1990   | 1999   | 2006   | 2011   | 2012   |
| ------ | ------ | ------ | ------ | ------ | ------ | ------ | ------ | ------ |
| 10 692 | 11 064 | 13 084 | 15 884 | 18 345 | 20 906 | 24 984 | 27 977 | 28 896 |

### Démographie depuis 2015
En 2022, le canton comptait 36 049 habitants, en évolution de +4,05 % par rapport à 2016 (Ille-et-Vilaine : +5,46 %, France hors Mayotte : +2,11 %).
| 2013   | 2018   | 2022   |
| ------ | ------ | ------ |
| 33 539 | 35 095 | 36 049 |